# Coppa di Francia 2001 (ciclismo)
La Coppa di Francia di ciclismo 2001, decima edizione della competizione, si svolse dal 24 febbraio al 4 ottobre 2001, in 15 eventi tutti facenti parte del circuito UCI. Fu vinta dal francese Laurent Brochard della Jean Delatour, mentre il miglior team fu proprio quest'ultima.

## Calendario
| Corsa | Data         | Evento                                  | Vincitore         | Squadra           | Leader della classifica |
| ----- | ------------ | --------------------------------------- | ----------------- | ----------------- | ----------------------- |
| 1     | 24 febbraio  | Tour du Haut-Var (2001)                 | Daniele Nardello  | Mapei-Quick Step  | Fabrice Salanson        |
| 2     | 25 febbraio  | Classic Haribo (2001)                   | Hans De Clercq    | Lotto-Adecco      | Eddy Seigneur           |
| 3     | 25 marzo     | Cholet-Pays de Loire (2001)             | Florent Brard     | Festina           | Florent Brard           |
| 4     | 5 aprile     | Route Adélie (2001)                     | Jaan Kirsipuu     | AG2R Prévoyance   | Florent Brard           |
| 5     | 8 aprile     | Grand Prix de la Ville de Rennes (2001) | Davide Casarotto  | Alessio           | Florent Brard           |
| 6     | 17 aprile    | Parigi-Camembert (2001)                 | Laurent Brochard  | Jean Delatour     | Laurent Brochard        |
| 7     | 26 aprile    | Grand Prix de Denain (2001)             | Jaan Kirsipuu     | AG2R Prévoyance   | Laurent Brochard        |
| 8     | 29 aprile    | Tour de Vendée (2001)                   | Didier Rous       | Bonjour           | Laurent Brochard        |
| 9     | 6 maggio     | Trophée des Grimpeurs (2001)            | Didier Rous       | Bonjour           | Laurent Brochard        |
| 10    | 2 giugno     | À travers le Morbihan (2001)            | Gilles Maignan    | AG2R Prévoyance   | Laurent Brochard        |
| 11    | 4 giugno     | Grand Prix de Villers-Cotterêts (2001)  | Laurent Brochard  | Jean Delatour     | Laurent Brochard        |
| 12    | 9 giugno     | Classique des Alpes (2001)              | Iban Mayo         | Euskaltel-Euskadi | Laurent Brochard        |
| 13    | 27 agosto    | Boucles de l'Aulne (2001)               | Patrice Halgand   | Jean Delatour     | Laurent Brochard        |
| 14    | 23 settembre | Grand Prix d'Isbergues (2001)           | Peter Van Petegem | Mercury-Viatel    | Laurent Brochard        |
| 15    | 4 ottobre    | Parigi-Bourges (2001)                   | Florent Brard     | Festina           | Laurent Brochard        |

## Classifiche
| Pos. | Corridore            | Squadra         | Punti |
| ---- | -------------------- | --------------- | ----- |
| 1    | Laurent Brochard     | Jean Delatour   | 239   |
| 2    | Florent Brard        | Festina         | 131   |
| 3    | Jaan Kirsipuu        | AG2R Prév.      | 126   |
| 4    | Patrice Halgand      | Jean Delatour   | 116   |
| 5    | Stéphane Heulot      | Big Mat         | 114   |
| 6    | Didier Rous          | Bonjour         | 112   |
| 7    | Stuart O'Grady       | Crédit Agricole | 70    |
| 8    | Nico Mattan          | Cofidis         | 60    |
| 9    | Christophe Agnolutto | AG2R Prév.      | 56    |
| 9    | Franck Bouyer        | Bonjour         | 56    |